# Antimima aristulata
Antimima aristulata är en isörtsväxtart som först beskrevs av Otto Wilhelm Sonder, och fick sitt nu gällande namn av Chess. och Gideon F.Sm. Antimima aristulata ingår i släktet Antimima och familjen isörtsväxter. Inga underarter finns listade i Catalogue of Life.